# Entodon tobaensis
Entodon tobaensis är en bladmossart som beskrevs av Fleischer 1923. Entodon tobaensis ingår i släktet Entodon och familjen Entodontaceae. Inga underarter finns listade i Catalogue of Life.